# Dydaktyka specjalna
Dydaktyka specjalna – dział pedagogiki specjalnej i dydaktyki ogólnej.
Zajmuje się kształceniem osób z różnymi odchyleniami, niezależnie od kierunku odchylenia. Jej synonimem jest ortodydaktyka. Zadaniami jej jest: badanie procesu kształcenia osób odchylonych od normy w szkole i poza nią, gromadzenie i opisywanie doświadczeń dydaktycznych, wzbogacanie nowych teorii naukowych, wypracowywanie metod pomiaru kształcenia specjalnego, oraz porównywanie i ocenianie rozwoju pedagogiki specjalnej na świecie.
Dydaktyka specjalna dzieli się na: oligofrenodydaktykę, surdodydaktykę, tyflodydaktykę dydaktykę terapeutyczną, dydaktykę resocjalizacyjną, dydaktykę uczniów zdolnych i uzdolnionych.